# Putte (Pallieterland)
Pour les articles homonymes, voir Putte.
Putte est une commune néerlandophone de Belgique située en Région flamande dans la province d'Anvers. La commune appartient au canton judiciaire de Heist-op-den-Berg.

## Sections de la commune
| # | Section | Superf. (km²) | Habitants (2020) | Habitants par km² | Code INS |
| - | ------- | ------------- | ---------------- | ----------------- | -------- |
| 1 | Putte   | 27,35         | 11.755           | 430               | 12029A   |
| 2 | Beerzel | 7,81          | 6.170            | 790               | 12029B   |

## Héraldique
|  | La commune possède des armoiries qui lui ont été octroyées le 6 octobre 1819 et à nouveau le 29 mai 1838 et confirmées le 11 juin 1991. Elles sont issues des armoiries des barons de Broeckhoven, seigneurs de Putte de 1660 à 1793. Blasonnement : D'azur, à trois fers de moulin d'or à la filière dentelée de même. (Traduction libre) Source du blasonnement : Heraldy of the World. |

## Politique et administration

### Liste des bourgmestres
- 1808 - ? : Dhr. Bosmans
- 1811 - 1818 : Jean-Henri de Perceval
- vers 1858 : Egidius De Preter
- vers 1868 : Franciscus Van den Venne
- 1870 - 1884 : Petrus Josephus Bogaerts
- 1885 - 1900 : Carolus Reypens
- vers 1904 : Theodoor Van der Auwera
- 1932 - 1938 : Alfons Rappoort
- 1939 - 1941 : Karel Bogaerts
- 1941 - 1945 : Prosper Borré
- 1947 - 1956 : Laura Van der Borght
- 1956 - 1970 : Raymond Van Gorp
- 1971 - 1974 : Vic Van Eetvelt (CVP)
- 1974 - 1994 : Georges Jennen (CVP)
- 1995 - 2000 : Roger Janssens (CVP)
- 2001 - 2012 : Peter Gysbrechts (OpenVLD)
- 2013 - 2015 : Christiane De Veuster (CD&V)
- 2015 - présent : Peter Gysbrechts (OpenVLD)

### Jumelages
- Oudenbosch (Pays-Bas) depuis 1970

## Démographie

### Évolution démographique: Avant la fusion des communes
- Sources : INS, Rem. : 1831 jusqu'en 1970 = recensements, 1976 = nombre d'habitants au 31 décembre[3].

### Évolution démographique: Commune fusionnée
Graphe de l'évolution de la population de la commune (la commune de Putte étant née de la fusion des anciennes communes de Putte et de Beerzel, les données ci-après intègrent les deux communes dans les données avant 1977).
- Source : DGS - Remarque: 1831 jusqu'à 1981=recensement; depuis 1990=nombre d'habitants chaque 1er janvier[4]

## Personnalités liées à la commune
- Nora Tilley (1952-2019), actrice